# With the Marines at Tarawa
With the Marines at Tarawa – amerykański krótkometrażowy film dokumentalny z 1944 w reżyserii Louisa Haywarda. Nakręcony w Technicolorze film w 1945 otrzymał Oscara w kategorii „Najlepszy krótkometrażowy film dokumentalny”. 
Dwudziestominutowy dokument bez udziału aktorów i fikcyjnej fabuły jest bardzo cennym materiałem historycznym. Przedstawia żołnierzy Piechoty Morskiej Stanów Zjednoczonych walczących z Japończykami w bitwie o atol Tarawa, podczas wojny na Pacyfiku toczonej w czasie II wojny światowej.

## Obsada
- Holland Smith jako on sam
- Julian Smith jako on sam
- Harry W. Hill jako on sam
- William Lundigan jako narrator

i inni.